# 讃州井筒屋敷

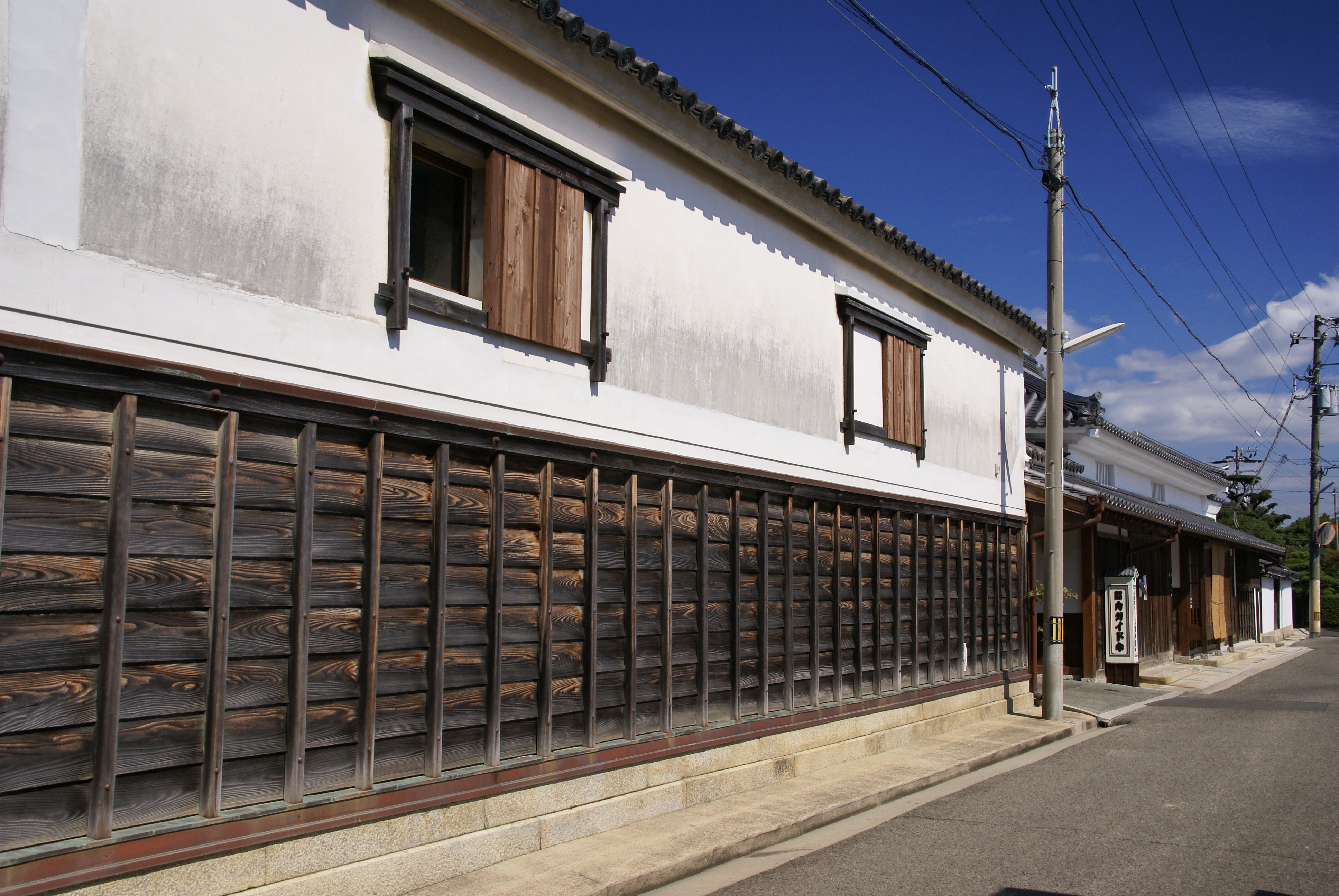
一之蔵

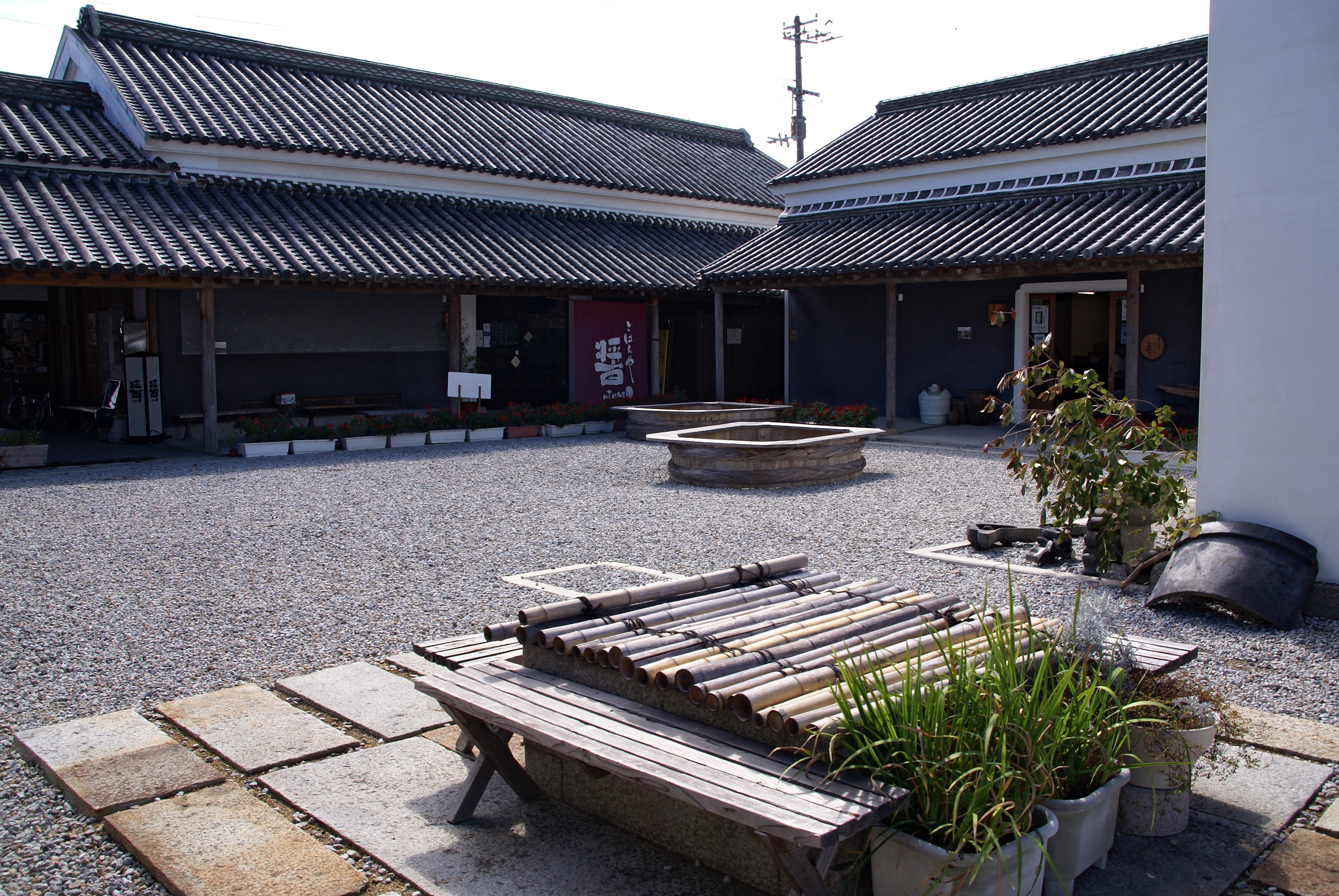
一之蔵（左）、二之蔵

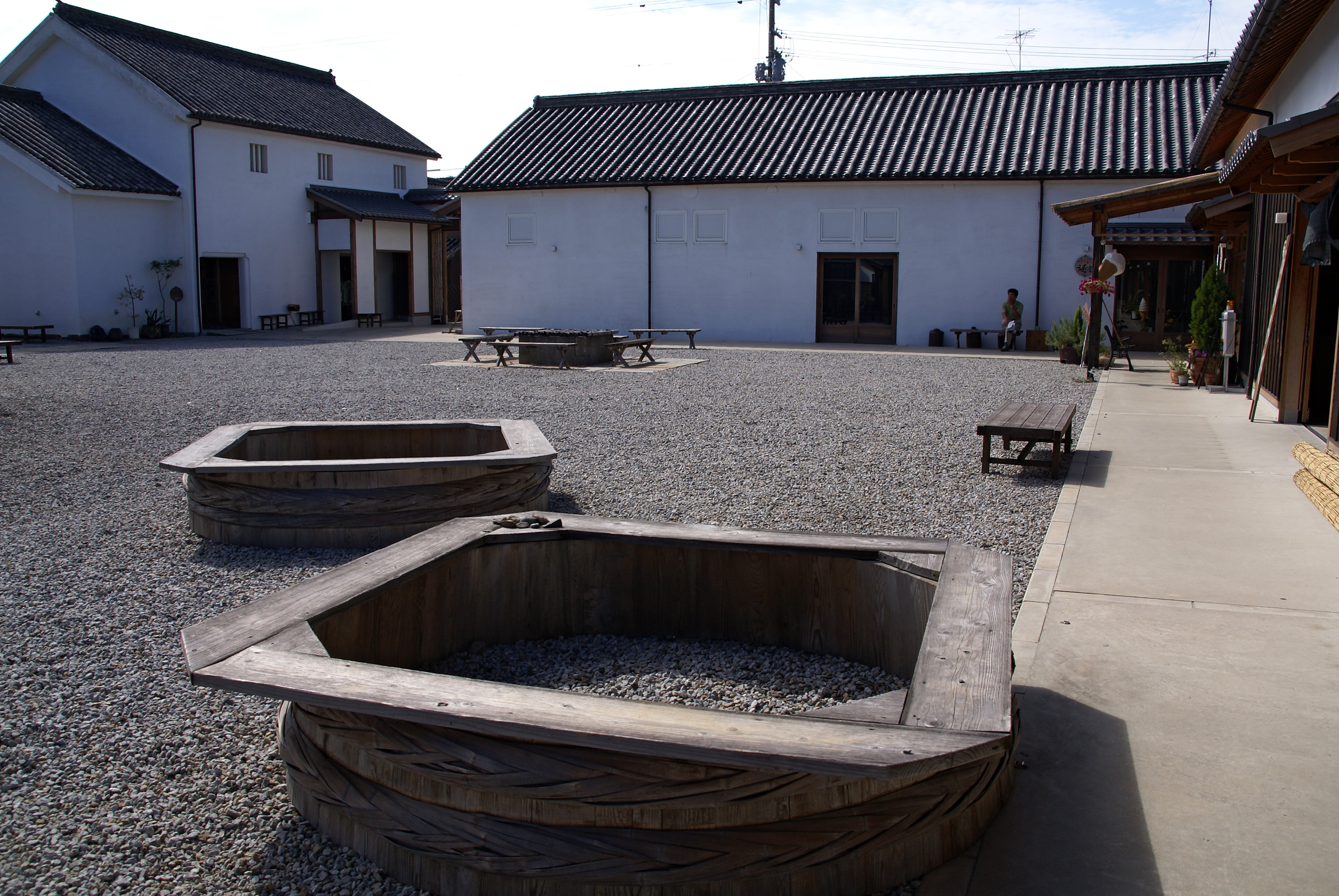
与之蔵（右）、三之蔵

讃州井筒屋敷（さんしゅういづつやしき）は香川県東かがわ市の引田にある江戸時代築の商家建築旧佐野家住宅（井筒屋は屋号）を活用した資料館と観光案内所、商業施設、ホールを備えた複合施設。

## 概要
江戸時代の1692年（元禄5年）の創業後間もなく上方から江戸まで醤油を出荷し、引田醤油の名を全国に広めた『引田御三家』のひとつ。1913年（大正2年）から酒造も手がけ合名会社酒造井筒屋を設立、1920年（大正9年）からは焼酎・みりんの製造も始めるなど、戦前まで栄えた。しかし1997年（平成9年）頃から当屋敷は空家となり朽ちるにまかされていたため、引田町（現・東かがわ市）はこの町の歴史的建物の保存のために2001年（平成13年）になって母屋と倉庫群を取得した。東かがわ市により改修が行われ、新築の蔵とともに2005年（平成17年）2月26日に「讃州井筒屋敷」の名称で一般への公開が開始された。以来、引田を代表する建物、歴史資料館として、また観光客への情報発信と食事処、土産物店、休憩所として活用されている。
「讃州井筒屋敷を拠点とした歴史ある引田まち並み」で、平成24年度手づくり郷土賞受賞。また、平成30年度には同屋敷と引田の町並みが四国八十八景84番に選ばれている。

## 施設
- 母屋 - 旧佐野家の住居。居間、奥座敷、屋根裏部屋、帳場の間取りがある母屋と、離れの茶室を公開している。併設の2階建ての釜谷蔵を活用したギャラリー「かまや」では1階は旧井筒屋伝来の品々と醤油業に関する資料を展示、2階はギャラリーで絵画、陶芸作家らの作品展示を行う。
- 一之蔵 - 旧米蔵。現「ごはんや醤」（和食処）
- 二之蔵 - 「アンティーク三宅」（骨董品店）
- 三之蔵
  - 1F - 東かがわ市物産館「匠の物産館」 和三盆と醤油（かめびし、山本醤油、引田醤油、井筒屋醤油）
  - 2F - 「手袋工房」 体験コーナー
- 与之蔵 - 「和楽座」（ホール）
- 五之蔵
  - い - 「いろはのい」（和雑貨店、喫茶コーナー）
  - ろ - 「ザッカ　トコトコ」（アジアン雑貨店）
  - は - 「MOKA」（花屋）、「NOVO」（古材家具リフォーム）
  - に - 「カブクワ　やまと.com」（カブトムとクワガタ販売店 ）
  - ほ - 「ちわわ屋」（チワワ専門ショップ）

## 利用情報
- 休館日 : 水曜日
- 開館時間 : 10:00 - 16:00
- 所在地 : 〒769-2901 香川県東かがわ市引田2163番地

## 交通アクセス
- 高徳線 引田駅 徒歩10分
- 高速バス 引田バス停 徒歩25分

## 周辺情報
- 引田の街並み
  - かめびし屋、讃州井筒屋敷、山本家住宅、松村家住宅、泉家住宅、長崎家住宅、日下家住宅、旧引田郵便局（風の港館）、誉田八幡神社
- 引田港
- ばいこう堂本店 - 和三盆